# David Terrell
David Terrell (Richmond, 13 marzo 1979) è un ex giocatore di football americano statunitense che ha militato nel ruolo di wide receiver nella National Football League (NFL).

## Carriera
Al college Terrell giocò a football a Michigan. Fu scelto come ottavo assoluto nel Draft NFL 2001 dai Chicago Bears. Dopo quattro stagioni sotto le attese fu svincolato dai Bears e tentò il riscatto con i New England Patriots e i Denver Broncos. Dopo avere firmato un contratto di un anno con i Broncos il 12 aprile 2007, fu svincolato il 27 agosto prima dell'inizio della stagione regolare.  Nell'agosto 2009 Terrell fece un provino con i Kansas City Chiefs ma al suo posto fu offerto un contratto ad Amani Toomer.